# Ferdinand Canu
Pour les articles homonymes, voir Canu.
Ferdinand Canu est un paléontologue français né à Paris le 8 décembre 1863 et décédé à Versailles le 12 février 1932. En 1923, il a obtenu la Médaille Daniel Giraud Elliot pour son travail North American Later Tertiary and Quaternary Bryozoa. Il est nommé chevalier de la Légion d'honneur le 21 avril 1931.

## Publications

### 1919
- (en) Canu F. & Bassler R.S., 1919. Fossil Bryozoa from the West Indies. Publications of the Carnegie Institution.

### 1925
- Canu F. & Bassler R.S., 1925. Contribution à l'étude des Bryozoaires d'Autriche et de Hongrie. Bulletin de la Société Géologique de France.
- Canu F. & Bassler R.S., 1925. Les Bryozoaires du Maroc et de Mauritanie. Mémoires de la Société des Sciences naturelles du Maroc. 10: 1–79.

### 1927
- (en) Canu F. & Bassler R.S., 1927. Classification of the cheilostomatous Bryozoa. Proceedings of the United States National …
- Canu F. & Lecointre G., 1927. Les Bryozoaires du Néogène de l'Ouest de la France et leur signification stratigraphique et paléobiologique. Mémoires du Muséum national d'histoire naturelle, c, vol. 6,, pp. 1-436  (ISSN 1243-4442).

### 1928
- Canu F. & Bassler R.S., 1928. Les Bryozoaires du Maroc et de Mauritanie, 2ème Mémoire. Mémoires de la Société des Sciences naturelles du Maroc. 18: 1–85.
- Canu F. & Bassler R.S., 1928. Bryozoaires du Brésil. Bulletin de la Société des Sciences de Seine-et-Oise. 9: 58–110.
- Canu F. & Lecointre G., 1928. Les Bryozoaires cheilostomes des faluns de Touraine et d'Anjou. Mémoire de la Société géologique de France, vol. 4, n. 4, pp. 51-82.

### 1930
- (en) Canu F. & Bassler R.S., 1930. The bryozoan fauna of the Galapagos Islands. Proceedings of the United States National …
- Canu F. & Bassler R.S., 1930. Bryozoaires marins de Tunisie. Annales de la Station océanographique de Salambô. 5: 1–91.
- Canu F. & Lecointre G., 1930. Les Bryozoaires Cheilostomes des faluns de Touraine et d'Anjou. Mémoire de la Société Géologique de France, vol. 6, n. 4, pp. 83-130.

### 1934
- Canu F. & Lecointre G., 1934. Les Bryozoaires Cyclostomes des faluns de Touraine et d'Anjou. Mémoire de la Société Géologique de France, t. 9, n°4, pp. 179-215.